# Gmina Thyborøn-Harboøre
Gmina Thyborøn-Harboøre (duń. Thyborøn-Harboøre Kommune) – w latach 1970–2006 (włącznie) jedna z gmin w Danii w ówczesnym okręgu Ringkjøbing Amt. 
Siedzibą władz gminy było miasto Thyborøn. 
Gmina Thyborøn-Harboøre została utworzona 1 kwietnia 1970 na mocy reformy podziału administracyjnego Danii. Po kolejnej reformie w 2007 r. weszła w skład nowej gminy Lemvig.

## Dane liczbowe
- Liczba ludności: (♀ 2403 + ♂ 2287) = 4690
  - wiek 0-6: 8,6%
  - wiek 7-16: 15,3%
  - wiek 17-66: 63,5%
  - wiek 67+: 12,6%
- zagęszczenie ludności: 111,7 osób/km²
- bezrobocie: 5,3% osób w wieku 17-66 lat
- cudzoziemcy z UE, Skandynawii i USA: 79 na 10 000 osób
- cudzoziemcy z krajów Trzeciego Świata: 83 na 10 000 osób
- liczba szkół podstawowych: 2 (liczba klas: 37)